# Acura Classic 2003
Acura Classic 2003 — жіночий тенісний турнір, що проходив на відкритих кортах з твердим покриттям у Сан-Дієго (США). Належав до турнірів 2-ї категорії в рамках Туру WTA 2003. Відбувсь удвадцятьп'яте і тривав з 28 липня до 3 серпня 2003 року. Третя сіяна Жустін Енен-Арденн виграла свій третій підряд титул в одиночному розряді на цьому турнірі й отримала 148 тис. доларів США, а також 220 рейтингових очок.

## Фінальна частина

### Одиночний розряд
Жустін Енен-Арденн —  Кім Клейстерс, 3–6, 6–2, 6–3
- Для Енен-Арденн це був 5-й титул в одиночному розряді за сезон і 11-й — за кар'єру.

### Парний розряд
Кім Клейстерс /  Ай Суґіяма —  Ліндсі Девенпорт /  Ліза Реймонд, 6–4, 7–5
- Для Клейстерс це був 6-й титул за сезон і 25-й — за кар'єру. Для Суґіями це був 6-й титул за сезон і 30-й — за кар'єру.